# Sayd Abad
Sayd Abad (Said Abad ou Saydabad) é um distrito da província de Maydan-Wardak, no Afeganistão.